# Rita Kuhn
Rita Kuhn (* 9. Oktober 1916 in Arnstein; † 9. Juni 2011 in Würzburg) war eine deutsche Malerin.

## Leben und Wirken
Rita Kuhn wurde als das achte Kind ihrer Eltern im unterfränkischen Arnstein geboren. Ihr berufliches Ziel war schon von Kindesbeinen an die Malerei, als sie im Alter von fünf Jahren von ihrer Tante einen Aquarellmalkasten geschenkt erhielt. Für ihre in bescheidenen Verhältnissen lebenden Eltern war eine solche Vorstellung natürlich nicht akzeptabel. Nach dem Abitur 1935 bei den Englischen Fräulein in Würzburg absolvierte sie daher eine Schneiderlehre, schloss diese mit der Note „sehr gut“ ab, beendete diese ungeliebte Tätigkeit jedoch alsbald, um 1938 eine Stelle als Angestellte in der Rechnungsabteilung des „Chemie- und Drogengrosshandel“ Ebert+Jacobi anzutreten. In der Zeit des Zweiten Weltkrieges wurde sie in ihrer Tätigkeit dienstverpflichtet, so dass ihr der Nachrichtendienst an der Front, zu dem sie vom Arbeitsamt vorgesehen war, erspart blieb.
Bereits nach dem Abitur belegte Kuhn beim „Polytechnischen Verein“ in Würzburg Unterrichtsstunden in Freihandzeichnen, Akt- und Ölmalerei. Diese Abendkurse besuchte sie zehn Jahre lang bis zum Kriegsende. Nachdem sie nur durch einen glücklichen Zufall den Bombenangriff auf Würzburg am 16. März 1945 überlebte, bewarb sie sich gegen Ende 1946 bei der bekannten Malerin Gertraud Rostosky auf der „Neuen Welt“, die sie als eine ihrer letzten Schüler annahm. Rostosky hatte jedoch nach dem Empfinden ihrer neuen Schülerin keine pädagogischen Fähigkeiten, so dass sie neben dem Mal- und Zeichenunterricht auch als Sekretärin fungierte, der Rostosky die „Chronik der Neuen Welt“ diktierte. Außerdem fertigte sie Abschriften zahlreicher Handschriften und bereitete deren Publizierung vor.
Eine erste Ausstellung eigener Werke fand bereits 1947 im Ochsenfurter Rathaus statt. Kuhn diente für Rostosky auch als Modell. Ein entstandenes Porträt fand in ihrem späteren Atelier ebenso Platz wie ein von Kuhn gefertigtes Porträt ihrer Lehrerin.
Ihren späteren Lebensgefährten fand Kuhn bereits 1947 ebenfalls auf der Neuen Welt, die bis zum Tode Rostoskys 1959 immer noch als Treffpunkt für Künstler und Literaten diente, wenn auch nicht mehr in dem Umfange, wie vormals in den 1920er Jahren. Es handelte sich um Ludwig Röder, der dort ebenfalls Zeichenunterricht nahm und der Kuhn in den 1970er Jahren in die Astrologie einführte. Diese sollte sie ein Leben lang beeinflussen und sich auch in ihrem künstlerischen Schaffen als „kosmische Bilder“ und leuchtenden Hinterglasmalereien wiederfinden. Die Freundschaft zu dem Dichter, Schriftsteller und Astrologen Röder bestand bis zu dessen Tod im Jahre 1993.
Im Atelier der Künstlerin in der Würzburger Franziskanergasse entstanden die Werke, die ihren Weg zu Sammlern über die Landesgrenzen hinaus und in öffentliche Gebäude fanden. Eine eigene Ausstellung hatte sie 2000 in der ehemaligen Otto-Richter-Halle in Würzburg. Zuletzt war sie auch an der 2010/11 im Kulturspeicher durchgeführten Ausstellung „Würzburg und die Kunst der 1950er Jahre“ beteiligt.